# General Grant National Memorial
El General Grant National Memorial o simplement la Grant's Tomb és un mausoleu on es troba el cos del general Grant que va ser un dels principals actors de la Guerra de Secessió, i el 18è President dels Estats Units. Es troba al barri de Morningside Heights al nord de Manhattan, a Nova York. El memorial està construït prop del Riverside Park, que domina el Hudson River. És la ciutat de Nova York que va ser escollida per acollir el monument, ja que Grant hi anava sovint, i volia retre homenatge als habitants de la Big Apple que l'havien sostingut durant els darrers anys de la seva vida.

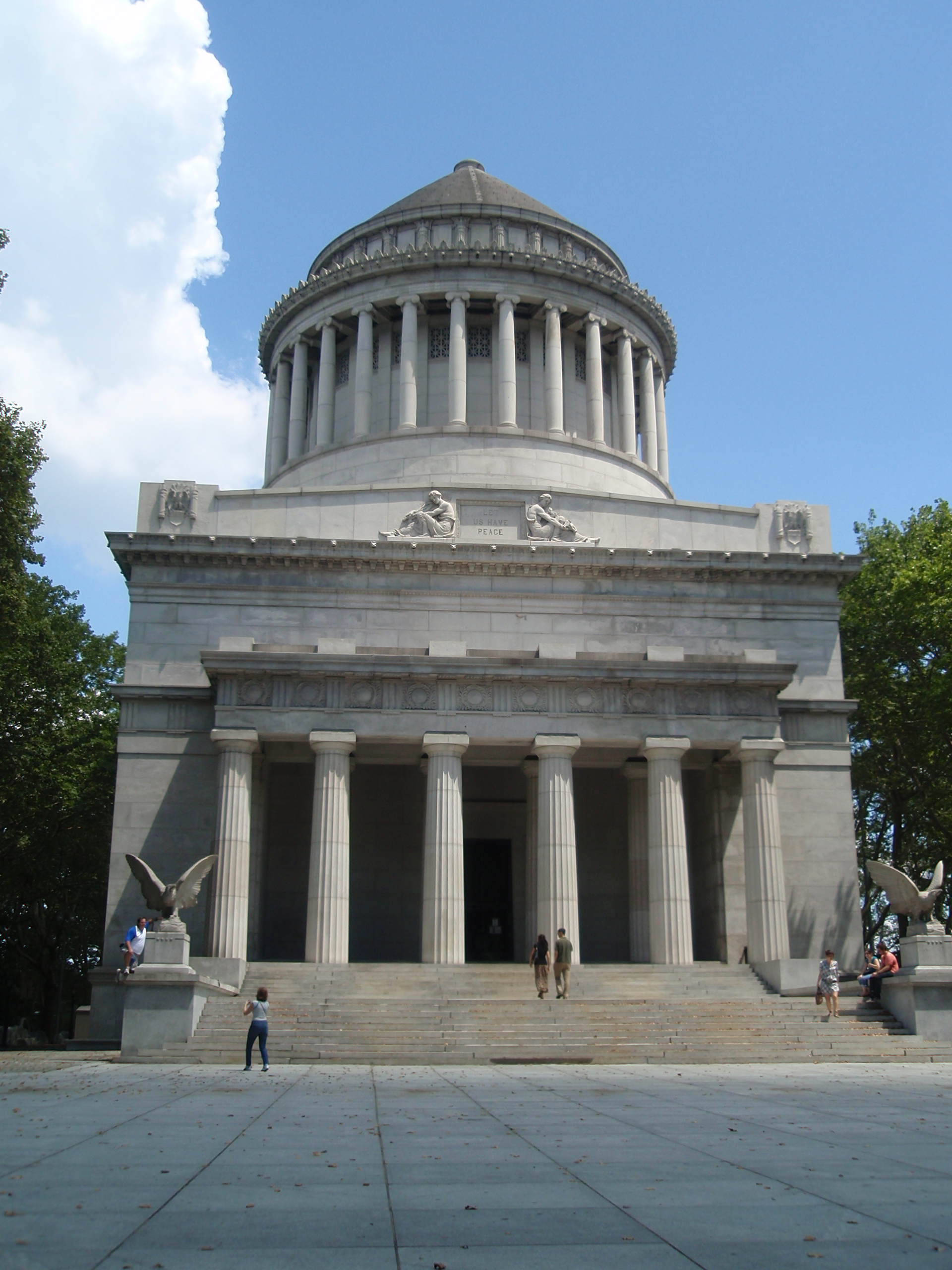
La tomba del general Ulysses S. Grant el 2010.

L'edifici principal del memorial és obra de l'arquitecte americà John H. Duncan que va imaginar una estructura en granit i marbre. Els treballs es van acabar el 1897. La gestió de l'indret, que representa el mausoleu més gran dels Estats Units, és garantida per la National Park Service, que s'ocupa igualment de l'Estàtua de la Llibertat. Per concebre l'edifici, Duncan s'hauria inspirat en un dels primers mausoleus coneguts, que era també una de les Set meravelles del món antic, el Mausoleu d'Halicarnàs, però en ser poc precisos els plànols existents, va prendre també de model altres edificis funeraris. L'edifici va ser pagat per una gran contribució pública. Més d'un milió de persones van assistir a l'exhibició funerària de Grant el 1885. D'una longitud total d'11 km, va ser marcada per la presència de diversos generals de la Unió (estats del nord durant la guerra) i dels estats del Sud reunits, així com del president Grover Cleveland. La tomba va ser inaugurada el 27 d'abril de 1897, en ocasió dels 75 anys del naixement de Grant, i l'esdeveniment va reunir gairebé tanta gent com l'exhibició funerària, però aquesta vegada en presència del president William McKinley.
A l'entorn del memorial s'hi troben uns bancs recoberts amb mosaics, clarament inspirats en el trencadís gaudinià i els bancs del Park Güell. Van ser realitzats per Pedro P. Silva entre 1972 i 1974.